# Adinandra sylvestris
Adinandra sylvestris là một loài thực vật có hoa trong họ Pentaphylacaceae. Loài này được Jacq. mô tả khoa học đầu tiên năm 1822.